# اندیس دجانگال
دجانگال یک اندیس فلزی است که در حوالی شهر سبزوار استان خراسان قرار دارد و مادهٔ معدنی موجود در آن، کرومیت است.  